# Gry Johansen
Gry Johansen-Meilstrup (conocida artísticamente como Gry) (Copenhague, 28 de agosto de 1964) es una cantante danesa que fue elegida para representar a su país en el Festival de Eurovisión 1983. Actuó con la cánción "Kloden drejer" ("El planeta"). El Festival se celebró en Múnich el 23 de abril. Allí la canción terminó en 17.ª posición de un total de 20 participantes. Johansen intentó volver a participar en el Festival de Eurovisión en 1989 y en 2000, pero no consiguió que Dinamarca la seleccionase como representante. 
Alcanzó el éxito en formando un dúo con el cantante y productor alemán Bernie Paul, consiguiendo éxitos con los temas "Our love is alive", "Reach out for the stars". Junto a él grabó el álbum "Moments in love". Para estos trabajos se cambió su nombre por el de "Bo Andersen".
Gry también ha participado en numerosos programas de la televisión danesa.